# Cola attiensis
Espèce
Classification phylogénétique
Statut de conservation UICN

 EN  : En danger
Cola attiensis est une espèce de plantes du genre Cola de la famille des Sterculiaceae selon la classification classique, ou de la sous-famille des Sterculioideae, dans la famille des Malvaceae, dans la classification phylogénétique.